# Kasteel van San Lorenzo del Puntal
Het Kasteel van San Loreanzo del Puntal, ook wel bekend als Castillo de Puntales, ligt in de Spaanse stad  Cádiz. Het ligt ten noordoosten van het oude stadscentrum aan de Baai van Cádiz en had als belangrijkste taak de haven en de nauwe doorgang naar de binnenbaai te verdedigen.

## Geschiedenis
In 1554 maakte Juan Bautista Calvi zich al sterk om het gebied van El Puntal te beschermen. Hier was de Baai van Cádiz het smalst en dit zou een goede plaats zijn voor een aanval vanaf het Spaanse vasteland. In 1588 werd hier een klein fort gebouwd, bestaande uit een toren met vijf kanonnen.
Dit bood onvoldoende veiligheid toen in 1596 een gecombineerde Engelse en Nederlandse vloot, bestaande uit meer dan 150 schepen en ongeveer 15.000 man onder leiding van Robert Devereux, de tweede graaf van Essex, de baai binnentrok. Cádiz werd veroverd en ook de toren. Na 15 dagen vertrokken de Engelsen en Nederlanders weer, maar de stad was volledig geplunderd en in brand gestoken en de toren onderging hetzelfde lot.
In 1598 besloot koning Filips II de stad te herbouwen en te voorzien van adequate verdedigingswerken. In hetzelfde jaar werd ook met de bouw van het kasteel begonnen. Militair ingenieur Cristóbal de Rojas was verantwoordelijk voor het ontwerp en hield toezicht bij de bouw. Hij had dezelfde taken met betrekking tot het kasteel van Santa Catalina ook in Cádiz. De bouw ging traag, in 1609 waren de heipalen geplaatst en in 1612 was de fundering af. Cristóbal Rojas overleed in 1616 en hij heeft zijn werk niet afgemaakt.
Alonso de Vandelvira (1544-1626) vervolgde de werkzaamheden, maar bracht diverse aanpassingen aan. Hij besloot een vorm van beton te gebruiken omdat dit een betere bescherming bood tegen kanonskogels en zag dus af van het traditionele metselwerk. In 1625 was er weer een 
Engels-Nederlandse aanval maar die werd afgeslagen door de nieuwe verdedigingswerken van de stad. In 1634 werden nog enige aanpassingen gedaan onder leiding van Luis Bravo de Acuña.
In de eerste helft van de 18e eeuw werd de landzijde versterkt, dit project stond onder leiding van de Markies van Verboon. Later werd ook nog een batterij met een schootsveld richting de baai gepland. Tijdens de Carlistenoorlogen werd het kasteel voor de laatste keer aangepast. In 1863 was het gereed en is nadien niet meer belangrijk gewijzigd.
Het kasteel is ovaal van vorm, aan de landzijde was er een gracht met een ophaalbrug die naar de toegang van het fort leidde. Aan het water is de Barleta-batterij, uitgerust met 14 kanonnen en enkele mortieren. Deze bestreken de ingang van de binnenbaai, samen met het geschut van het kasteel van Matagorda, aan de andere oever van Puntales. In het fort waren er gebouwen die gebruikt werden voor de opslag van buskruit, manschappen, een kapel en keuken en een gebouw voor de wacht. 
Voor het kasteel staat sinds de jaren zestig een van de twee hoogspanningsmasten voor de toevoer van elektriciteit naar de stad.
Het is eigendom van het ministerie van Defensie en wordt gebruikt door de Spaanse marine. De toegang tot het fort is derhalve beperkt.

## Fotogalerij

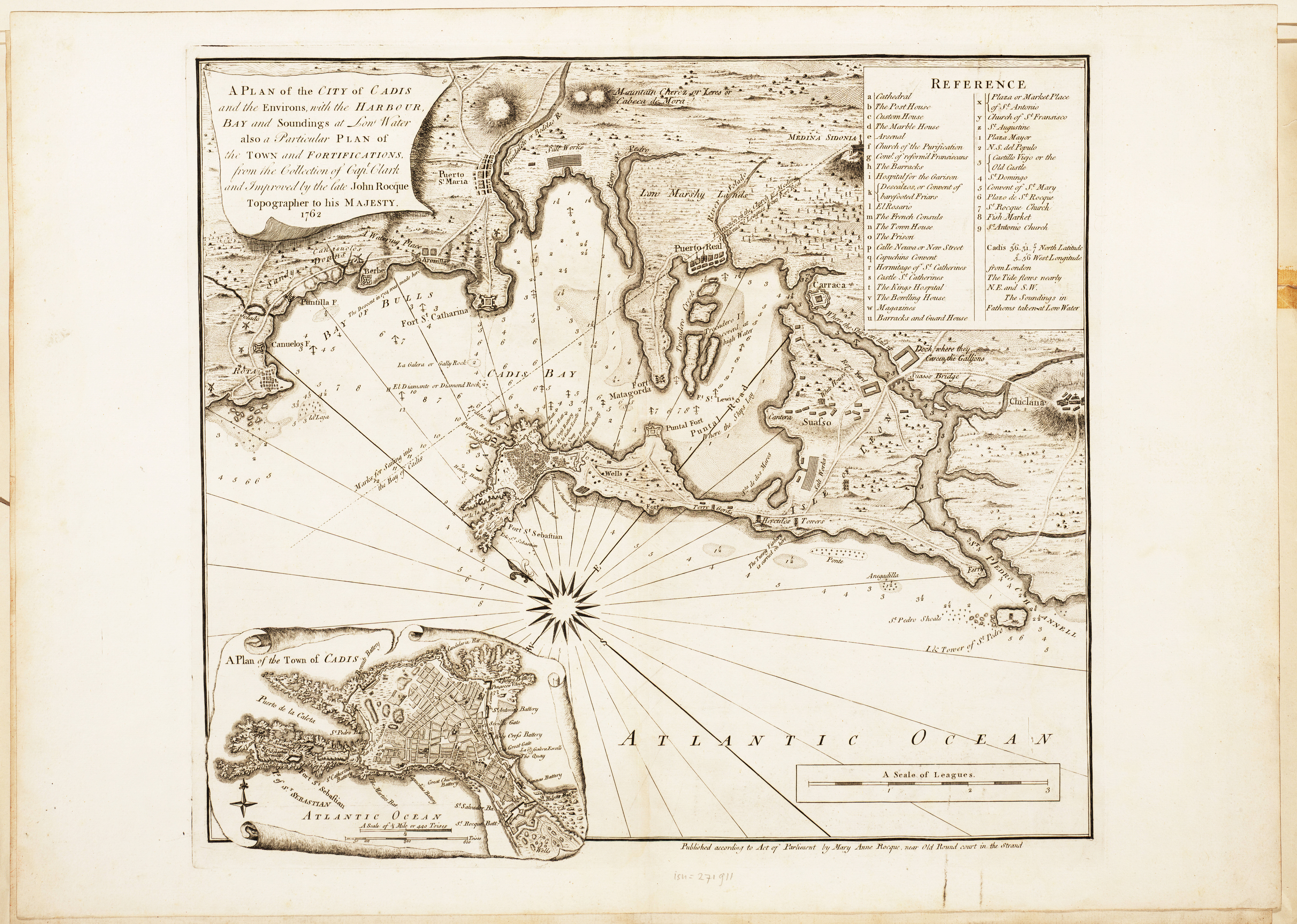
Kaart van Cadiz uit 1762 met het kasteel (Puntal Fort) in het midden
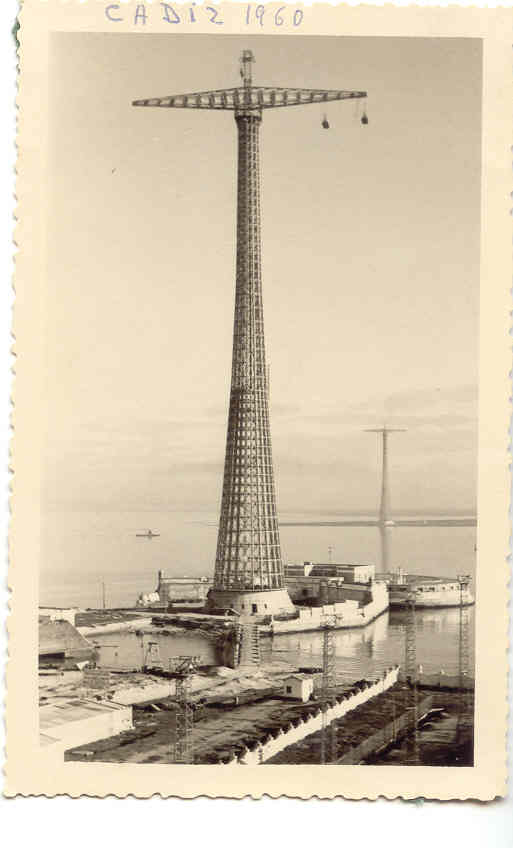
De bouw van de hoogspanningsmast bij het kasteel in 1960